# Пиетро II Кандиано
Пиетро II Кандиано (на италиански: Pietro II Candiano) е деветнадесети дож на Венецианската република. Управлява от 932 г. до смъртта си през 939 г.
Пиетро е син на дожа Пиетро I Кандиано.
По време на управлението си той се опитва да разпростре венецианското влияние на юг към Равена и на изток към Истрия. Успява частично като се споразумява с Истрия за разрешение венецианците да търгуват свободно срещу годишна рента от „сто амфори вино“. Също така воюва с успех срещу неретляните.
Умира от естествена смърт през 939 г.